# Xã Red Oak, Quận Lawrence, Missouri
Xã Red Oak (tiếng Anh: Red Oak Township) là một xã thuộc quận Lawrence, tiểu bang Missouri, Hoa Kỳ. Năm 2010, dân số của xã này là 410 người.